# Morro Agudo (ort)
Morro Agudo är en ort i Brasilien.   Den ligger i kommunen Morro Agudo och delstaten São Paulo, i den sydöstra delen av landet, 500 km söder om huvudstaden Brasília. Morro Agudo ligger 554 meter över havet och antalet invånare är 25 265.
Terrängen runt Morro Agudo är platt. Närmaste större samhälle är Orlândia, 17,8 km öster om Morro Agudo.
Trakten runt Morro Agudo består till största delen av jordbruksmark. Runt Morro Agudo är det glesbefolkat, med 19 invånare per kvadratkilometer.